# Symphysanodonten
Symphysanodonten (Symphysanodontidae) zijn een familie van straalvinnige vissen uit de orde van Baarsachtigen (Perciformes).

## Geslacht
- Symphysanodon Bleeker, 1878